# Балканска демократична лига
Балканска демократична лига е политическа партия в България, основана през 2005 г. Девизът на партията е: „За свободна личност, организирано общество, демократична държава чрез социално-икономическа и политическа интеграция на малцинствата в България“.

## История
През март 2005 г. пет организации, определящи себе си като алтернативни на ДПС, учредяват в Хасково коалиция „Балканска демократична лига“. Във форумът участват около 800 делегати от страната и близо 50 гости от Турция, това заявява Осман Октай, лидер на движение „Демократично крило“ – една от организациите, включили се в новата коалиция заедно със Съюз на балканските турци, Национален защитен център „Хакикат“, Демократична лига и Партия за демокрация и справедливост. Емблема на коалицията се приема да е – две преплетени ръце, като символ на обединението и единството в една многоетническа държава, в която всички заедно трябва да работят за силна България в обединена Европа. В България дейността на коалицията е избрана да се координира от Осман Октай, а в Турция от Сейхан Тюркан, председател на Съюза на балканските турци.
През 2016 г. от партията заявяват че отправят искове за 200 млн. лв., които смятат да подадат в Софийски градски съд към телевизия Би Ти Ви. Причината е разследване, направено от репортера в тази медия Мария Цънцарова, свързано с медийните пакети.

## Избори
Сред предизборните послания на партията са борбата срещу корупцията и престъпността, утвърждаване авторитета на държавата и институциите, провеждане на социална и хуманитарна политика, насочена към човека и рисковите групи в обществото, както и подкрепа и защита на частната инициатива и местното производство.
Президентски избори
На президентските избори през 2016 г. партията издига за президент Кемил Рамадан, а за вицепрезидент проф. Момчил Добрев. Получават 6 089 гласа, или 0,16 % подкрепа.